# Aleksander Birkenmajer

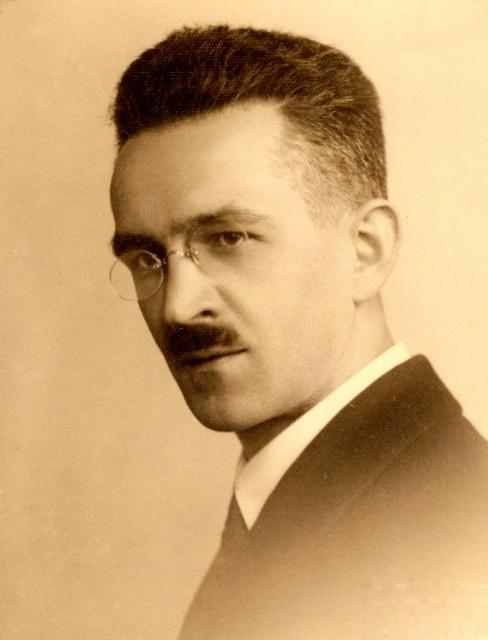
Aleksander Birkenmajer

Aleksander Ludwik Birkenmajer (auch: Alexander Ludwig Birkenmajer; geboren 8. Juli 1890 in Czernichów bei Krakau, Österreich-Ungarn; gestorben 30. September 1967 in Warschau) war ein polnischer Wissenschaftshistoriker, Philosoph und Bibliothekar. Er arbeitete als Professor an der Jagiellonen-Universität und der Universität Warschau. Als Mitglied der Polska Akademia Nauk regte er die Herausgabe der Werke des Nikolaus Kopernikus an und beteiligte sich selbst an deren Erforschung und Edition.

## Leben
Er war Sohn des Astronomen und Wissenschaftshistorikers Ludwik Antoni Birkenmajer (1855–1929) und dessen Frau Zofia, der Tochter des Astronomen Franciszek Karliński (1830–1906). Aleksanders Bruder Józef Birkenmajer (1897 – September 1939 in der Schlacht um Warschau) war Dichter, Übersetzer und Literaturhistoriker. Sein Neffe Krzysztof Birkenmajer (1929–2019) war Geologe und Mitglied der Akademie der Wissenschaften. 
Er besuchte die Grundschule und das Gymnasium in Czernichów und Chyrów. Von 1908 bis 1912 studierte er klassische Philologie, Physik, Mathematik und Geschichte an der Krakauer Jagiellonen-Universität. Im Jahre 1914 promovierte er an der Jagiellonen-Universität zum Werk Henri Bate z Mechlinu, astronom i filozof wieku XIII, a przypisywana mu "Krytyka tablic króla Alfonsa" (Henri Bate aus Mechlin und die ihm zugeschriebene "Kritik der Tafeln des Königs Alphons"), unter der Leitung des Physikers Władysław Natanson. Schon als Student arbeitete er an der Sternwarte der Jagiellonen-Universität.
Im Jahre 1918 habilitierte er sich. Ab 1919 war er mit der Jagiellonen-Bibliothek verbunden. Er arbeitete zunächst als Senior Bibliothekar, ab 1924 leitete er die Abteilung Handschriften und Alte Drucke. Nach seiner Arbeit Renesans nauk matematycznych i przyrodniczych w wiekach średnich (Renaissance der Mathematik und Naturwissenschaften im Mittelalter) wurde er 1929 zum Professor und Leiter der Abteilung für Geschichte der Naturwissenschaften an der Jagiellonen-Universität berufen. Ab 1937 war er außerordentlicher Professor für Bibliothekswissenschaft und wurde im Jahre 1938 zum Professor berufen. Im Jahre 1931 protestierte er gegen die Untätigkeit der Behörden hinsichtlich der Entwicklung der polnischen Wissenschaft.
Im Rahmen der Sonderaktion Krakau wurde er am Montag, dem 6. November 1939, von dem SS-Sturmbannführer Bruno Müller mit über 100 Professoren verhaftet und in das KZ Sachsenhausen deportiert, wo er bis Herbst 1940 inhaftiert war. Nach seiner Entlassung kehrte er an die Jagiellonen-Bibliothek zurück und schützte die Sammlungen vor den Gefahren des Krieges. Im Jahre 1943 nahm er an der illegalen Vorbereitung zur Feier des 400. Todestages des Astronomen Nikolaus Kopernikus an der polnischen Untergrund-Universität teil. Eine Zusammenarbeit mit dem deutschen Kopernikus-Forscher Hans Schmauch hat es nach dem Bericht Schmauchs auch in dieser Zeit gegeben. Danach habe ihm Birkenmajer einen Aufsatz seines ebenfalls mit Kopernikus befassten Vaters im Manuskript zugänglich gemacht. Er leitete die Bibliothek bis 1944 und nach dem Krieg in den Jahren von 1947 bis 1951. Er war auch Direktor der Bibliothek der Universität Poznań (1939, 1945–1947). Im Jahre 1951 begann er an der Universität Warschau zu arbeiten und war Professor und Leiter der Bibliothek des Fachbereichs, bis er 1960 emeritiert wurde. In den Jahren von 1954 bis 1966 leitete er die naturwissenschaftliche Abteilung der Polska Akademia Nauk.
Seine Forschungen richteten sich auf Kopernikus und Aristoteles, in der Mitte der 1930er Jahre auf die Probleme des Bibliothekswesens und die Romanik. Ein Gegenstück zur deutschen Gesamtausgabe der Werke des Nikolaus Kopernikus durch polnische Wissenschaftler wurde durch ihn angeregt, begründet durch die aus seiner Sicht zum Erliegen gekommenen Arbeiten an der von ihm als Münchner Ausgabe bezeichneten deutschen Werkausgabe. In seinen Schriften besteht durchaus ein nationalistischer Reflex in der Darstellung des Lebens des Kopernikus.
Birkenmajer war Mitglied zahlreicher wissenschaftlicher Gesellschaften, so Mitglied der International Academy of History of Science (seit 1935), Mitglied der Royal Historical Society in London, der Tschechischen Gesellschaft der Bibliothekare in Prag. Er nahm am XIII. Internationalen Bibliothekarskongress in Oslo (1947) und dem Internationalen Kongress der Wissenschaftsgeschichte in Florenz (August 1956) und Barcelona (September 1959) teil.